# Daniela Di Giusto
Daniela Di Giusto (Monza, 1968) è una doppiatrice italiana.

## Doppiaggio

### Film cinema
- Sheila McCarthy in The Day After Tomorrow - L'alba del giorno dopo
- Lesley Ann Warren in Jobs
- Christine Tucci in Big Fat Liar
- Magda Szubanski in La bussola d'oro
- Beth Gains in Orange County
- Julie Hagerty in The Badge - Inchiesta scandalo
- Hanna Schygulla in Il mistero Henri Pick
- Fatima Naji in Contra - La parte avversa

### Film d'animazione
- Signora The King in Cars - Motori ruggenti
- Guaritrice Gemsbok in Khumba
- Polimà in The Lego Movie

### Serie televisive
- Shila Omni in Teheran
- Doran Clark in Navy
- Gladys Balaguer in Crossfire - Bloccati nell'incubo